# Квадратна форма
Квадратна форма је алгебарски појам који означава пресликавање {\displaystyle \Phi :V\to K}, где је V векторски простор над пољем K, индуковано пресликавањем {\displaystyle F:V\times V\to K}, и то тако да важи {\displaystyle (\forall u\in V)\Phi (u)=F(u,u)}, а које испуњава услове:
{\displaystyle 1^{\circ }(\forall \alpha \in K)(\forall u\in V)\Phi (\alpha u)=\alpha ^{2}\Phi (u)}, и
{\displaystyle 2^{\circ }F_{0}(u,v)=\Phi (u+v)-\Phi (u)-\Phi (v)} је билинеарно пресликавање.
Скуп свих оваквих пресликавања Ф означава се са Q(V, K), и за њега важи да је потпростор простора свих пресликавања из V у K ({\displaystyle K^{V}}).

## Особине квадратних форми
С обзиром на дефиницију, уколико је F симетрична билинеарна форма, важиће и {\displaystyle F_{0}=2F}, за већ дате ознаке. Додатно, ако поље K није поље карактеристике 2, тада ће, имајући у виду дату једнакост, бити и {\displaystyle F(u,v)={\frac {1}{2}}(\Phi (u+v)-\Phi (u)-\Phi (v))}.
Важи и обратно, тј. за ма које пресликавање Ф које испуњава 1° и 2° постојаће јединствена билинеарна форма F за коју важи {\displaystyle (\forall u\in V)\Phi (u)=F(u,u)} и {\displaystyle F(u,v)={\frac {1}{2}}(\Phi (u+v)-\Phi (u)-\Phi (v))}, али само уколико је карактеристика поља K већа од 2.
Управо ова једнозначност дозвољава увођење посебног назива за функцију F — поларизација или поларна форма квадратне форме Ф.
Поред овога, може се дефинисати и изоморфизам веторских простора Q(V, K) и S2(V, K) — {\displaystyle \Omega :Q(V,K)\to S2(V,K)} са {\displaystyle \Omega (\Phi )=F}.

## Матрице квадратних форми
Нека је Ф квадратна форма и F њена поларизација и А ({\displaystyle A=[a_{ij}]}) матрица F у бази е ({\displaystyle e=[e_{1},...,e_{n}]}). Пошто је F билинеарна форма, важи {\displaystyle F(u,v)=X^{T}AY}, за неке X и Y. Но, како {\displaystyle \Phi (u)=F(u,u)}, то је {\displaystyle \Phi (u)=X^{T}AY}, за X колону координата вектора u у бази е. Ипак, оваква матрица А није једнозначно одређена, али међу свима које испуњавају услов постоји јединствена која је симетрична. Ово је матрица поларизације F за Ф у бази е, а она се још назива и матрицом квадратне форме Ф у бази е, и означава се са {\displaystyle [\Phi ]_{e}}. Слично као малопре, дата матрица квадратне форме одређује тачно једну квадратну форму (тј. важи и обрат). Општа матрица квадратне форме у бази димензије n је облика
{\displaystyle A={\begin{bmatrix}a_{11}&a_{12}&a_{13}&\dots &a_{1n}\\a_{12}&a_{22}&a_{23}&\dots &a_{2n}\\a_{13}&a_{23}&a_{33}&\dots &a_{3n}\\\vdots &\vdots &\vdots &\ddots &\vdots \\a_{1n}&a_{2n}&a_{3n}&\dots &a_{nn}\end{bmatrix}}},
тј. важи {\displaystyle [A]_{ij}=[A]_{ji}} за i и j који су између 1 и n.
Детерминанта матрице квадратне форме Ф се још назива и дискриминантом квадратне форме, у ознаци {\displaystyle \Delta _{e}(\Phi )=\det[\Phi ]_{e}}. Уколико постоји још нека база простора V — g таква да {\displaystyle g=Pe} тада важи {\displaystyle \Delta _{g}(\Phi )=(\det P)^{2}\Delta _{e}(\Phi )}.